# Psi Virginis
Psi Virginis (40 Virginis) é uma estrela na direção da constelação de Virgo. Possui uma ascensão reta de 12h 54m 21.17s e uma declinação de −09° 32′ 20.2″. Sua magnitude aparente é igual a 4.77. Considerando sua distância de 417 anos-luz em relação à Terra, sua magnitude absoluta é igual a −0.76. Pertence à classe espectral M3IIIvar.